# Il castello di Kenilworth
Il castello di Kenilworth (hay được biết đến với cái tên phổ biến vào năm 1829 là Elisabetta al castello di Kenilworth) là vở opera 3 màn theo phong cách của nhà soạn nhạc người Ý Gaetano Donizetti. Andrea Leone Tottola là người viết lời cho tác phẩm này, ông dựa trên các vở kịch Amy Robsart, Leicester lần lượt của hai nhà văn người Pháp Victor Hugo, Eugène Scribe và tiểu thuyết Kenilworth của đại văn hào người Scotland Walter Scott. Vở opera của Donizetti có chủ đề là nước Anh trong thời đại nhà Tudor. Tác phẩm được trình diễn lần đầu tiên tại Teatro San Carlo, Napoli, Ý vào ngày 6 tháng 7 năm 1829 với cái tên Elisabetta al castello di Kenilworth. Sau đó, với phiên bản được sửa lại, tác phẩm được trình diễn lại tại chính nhà hát này với cái tên Il castello di Kenilworth vào ngày 24 tháng 6 năm 1830. 